# Intensywność chłodzenia
Intensywność chłodzenia – stosunek stałej katatermometru (ilości ciepła wydawanej z centymetra kwadratowego) do czasu opadania słupa cieczy między 38 a 35 °C przy wcześniejszym podgrzaniu katatermometru Hilla.
Jednostką intensywności chłodzenia są katastopnie.
{\displaystyle I={\frac {F}{t}},} [K]
gdzie:
{\displaystyle F} – stała katatermometru Hilla [mcal/cm²],
{\displaystyle t} – czas opadania słupa cieczy między 38 a 35 °C [s].